# Memnon von Herakleia
Memnon von Herakleia war ein antiker griechischer Geschichtsschreiber der frühen Kaiserzeit. Seine Lebensdaten sind nicht genau bekannt; Vermutungen reichen von der Zeit Gaius Iulius Caesars bis ins frühe 2. Jahrhundert. Das nur fragmentarisch erhaltene Werk ist eine wichtige Quelle für die Geschichte des Hellenismus. 

## Leben und Werk
Memnon stammte wohl aus Herakleia Pontike. Er schrieb eine Geschichte dieser Stadt mit dem Titel Περὶ Ἡρακλείας Perí Hērakleías („Über Herakleia“), von der die Bücher 9 bis 16 dem byzantinischen Patriarchen Photios (9. Jahrhundert) für sein Exzerpt aus Memnon vorlagen.
Das neunte Buch von Memnons Werk setzt ein mit dem Beginn einer Tyrannis in Herakleia während der Jahre 364/63 v. Chr. und behandelt zuerst nur diese Stadt betreffende Ereignisse. Ab etwa 335 wird auch immer mehr die allgemeine Geschichte des Orients in der Diadochenzeit dargestellt. Ab dem 14. Buch wird die Geschichte der Römischen Republik seit ihrer Frühzeit mit einbezogen. Der Einschub endet mit der Schlacht bei Magnesia 190 v. Chr. Die relativ ausführliche Erörterung des Dritten Mithridatischen Krieges (Kapitel 23–37) beinhaltet zahlreiche historisch relevante Details und beruht offenbar auf guten Quellen. Photios’ Exzerpt endet 47 v. Chr. mit der Rückkehr Caesars nach Italien. Nach Auskunft von Photios folgten auf das 16. Buch noch weitere. Daher ist nicht bekannt, zu welchem Zeitpunkt Memnons Werk endete und wie viele Bücher es umfasste.
Memnon bediente sich laut Photios eines klaren und knapp-nüchternen Stils und benutzte die herakleotischen (Lokal-)Historiographen Nymphis von Herakleia (FGrH 432; bis 247/246 vor unserer Zeitrechnung) und eventuell Domitios Kallistratos (FGrH 433) als Vorlagen. Er ist der einzige Verfasser einer Lokalgeschichte der hellenistischen Ära, dessen Werk, wenn auch nur auszugsweise, erhalten geblieben ist.

## Ausgaben und Übersetzungen
- Felix Jacoby: Die Fragmente der griechischen Historiker (FGrH), Nr. 434.
- Arthur Keaveney, John A. Madden: Memnon. In: Brill’s New Jacoby, Nr. 434 (Text mit englischer Übersetzung und Kommentar).